# Нож гитлерюгенда

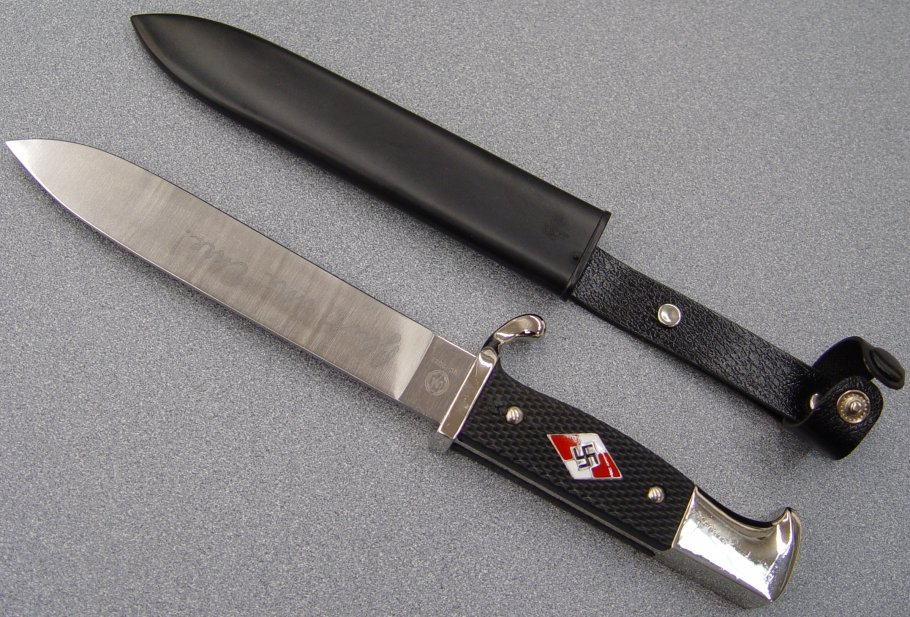
Нож Гитлерюгенда с ножнами (воссозданный образец)

Нож гитлерюгенда (нем. HJ-Fahrtenmesser) — холодное оружие особой конструкции и внешней формы, вручавшееся членам юношеских подразделений организации гитлерюгенд в качестве знака отличия за усердие в учёбе и с целью подчеркнуть привилегированность и принадлежность их владельцев к определённой военизированной элитной группе.

## История создания
После прихода национал-социалистов к власти в Германии в январе 1933 года в дополнение к форменной одежде всех родов войск, многочисленных военизированных и гражданских организаций были введены различные виды военной атрибутики — специальные типы холодного оружия: кортики, кинжалы, ножи. Это способствовало тому, что холодное оружие стало играть ключевую роль в оформлении немецкой униформы времен Третьего рейха (1933—1945).
С лета 1933 года нож особой конструкции становится неотъемлемой частью униформы членов гитлерюгенда и юнгфолька независимо от звания по аналогии с военизированными отрядами СС и СА. Однако в 1937 году был также учрежден командирский кортик для ношения членами организации, имеющими звание гефольгсшафтсфюрер (Gefolgschaftsführer).
Свои очертания нож позаимствовал у нового типа плоского армейского штыка-ножа образца 1884/98 года, изготовлявшегося в Германии с 1915 года и принятого на вооружение пехотных подразделений рейхсвера в 1920 году. С середины 1923 года он стал основным штыком рейхсвера, а затем позже — и вермахта. Такая форма ножа гитлерюгенда была выбрана специально для удобства его ношения на поясном ремне.

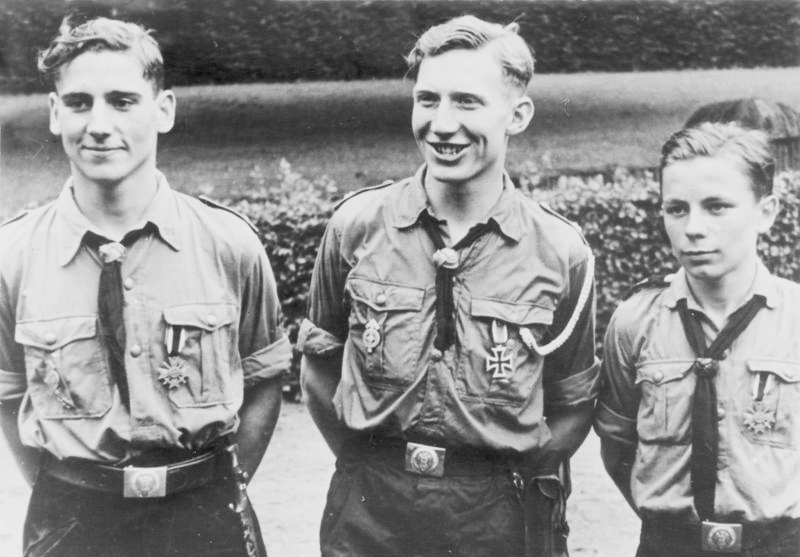
Члены гитлерюгенда после награждения за отличие при отражении воздушных налётов на Гамбург. На поясе у стоящего слева виден нож гитлерюгенда.
Июль 1943 г.

В дальнейшем, однако, обязательным и предписанным атрибутом он не стал: его можно было приобрести за 4 рейхсмарки в специальных магазинах по продаже униформы и экипировки, и большая часть членов гитлерюгенда его имела. Право на ношение ножа гитлерюгенда получали успешно выдержавшие «Пимф-испытание» члены организации юнгфолька, которые только после 6-месячного испытательного срока получали окончательное разрешение руководства организации. Рукояти ножей, выпущенных после 1937 года, имели инкрустированную эмалевую эмблему организации гитлерюгенд.
В начале производства ножа на клинок с помощью травления наносилась воинственная надпись-девиз Blut und Ehre («Кровь и честь»), а несколько позднее, вплоть до 1938 года, когда все надписи были устранены — факсимиле подписи её руководителя Бальдура фон Шираха (Baldur von Schirach).
Ограниченными партиями изготавливались ножи с надписью «Adolf Hitler — Marsch» и указанием года для членов гитлерюгенда, участвовавших в маршах на Ландсберг в память о тюремном заключении А. Гитлера в связи с мюнхенским путчем в ноябре 1923 года и на Нюрнберг по случаю партийных съездов.
Изначально нож имел значение церемониального оружия, ношение которого было предусмотрено для торжественных случаев, однако после соответствующей заточки скосов острия лезвия его вполне можно было использовать в качестве боевого ножа.

## Устройство

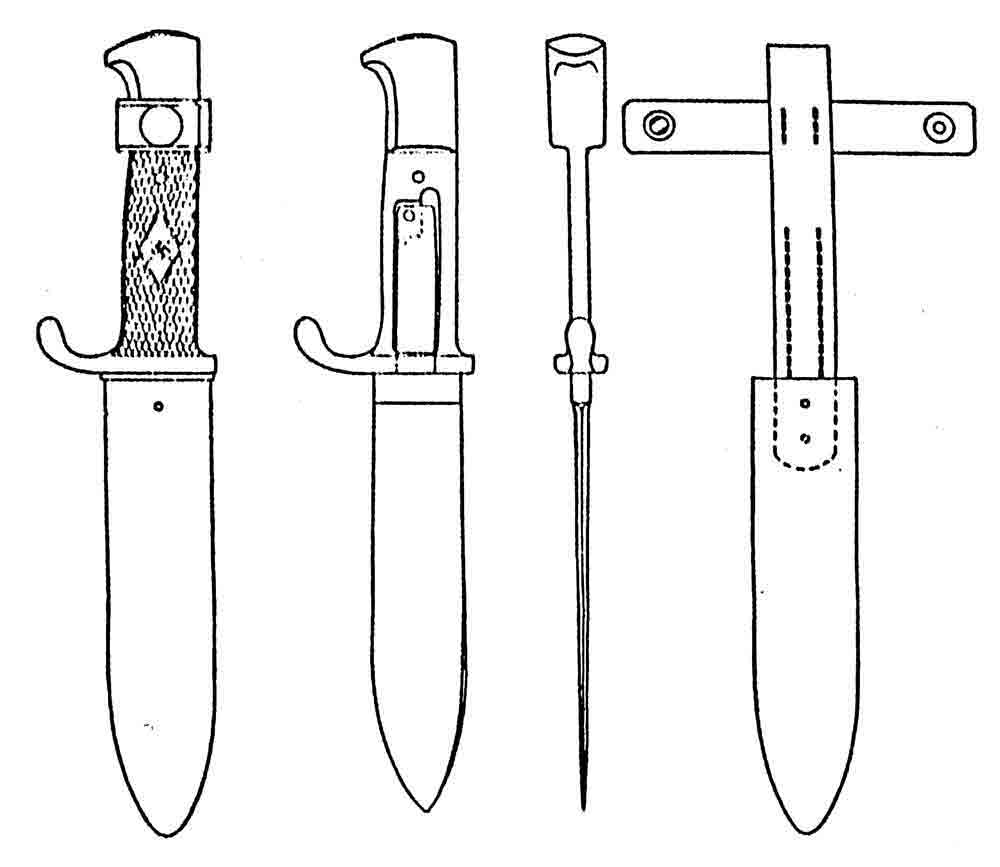
Рабочий чертёж ножа гитлерюгенда. 1930-е годы

Конструктивно нож состоит из прямого плоского и однолезвийного клинка с «взлетающим» остриём, рукояти и крестовины, выполняющего функцию гарды. Отдельные партии ножей отличались наличием пилы на обухе клинка. Клинки для ножей гитлерюгенда изготавливали из углеродистой стали, массивные рукояти были выполнены аналогично кинжальным и изготавливались из мягких сталей.
Эфес формируется за счёт рукояти и крестовины. Рукоять для удобства образована двумя черными рифлёными пластмассовыми (бакелитовыми) щёчками, скрепленными с хвостовиком клинка двумя стальными заклёпками. В центре правой щёчки в специальном углублении размещён покрытый эмалью ромбический знак гитлерюгенда с изображением большой свастики на красно-белом фоне.
Головка рукояти стальная, удлиненная, стилизована под птичью голову. Крестовина стальная, с коротким скругленным концом, загнутым вверх (в сторону рукояти). Все металлические части эфеса — никелированные.
Ножны металлические, окрашенные в чёрный цвет. Основание с петлёй и ремешком с фиксирующим клапаном для подвешивания к поясу изготавливались из окрашенной в чёрный цвет кожи.
Носили нож на поясном ремне с портупеей и на левом бедре.
Характеристики
- Длина в ножнах: 255 мм
- Длина без ножен: 245 мм
- Длина клинка: 140 мм
- Ширина клинка у пяты: 25 мм
- Масса: 286 г

## Порядок ношения
Ношение ножа в подразделениях гитлерюгенда при любой форме одежды не считалось обязательным. Нож гитлерюгенда носили с помощью портупеи чёрного цвета (поясной ремень длиной 88 см и плечевой ремешок длиной 80,5 см) на левом бедре. При этом эмблема гитлерюгенда должна была быть обращена к внешней стороне. Запрещалось менять карабины и петли для крепления ножа к поясному ремню и носить нож с перекосом: положение ножа при ношении должно было быть строго вертикальным. Кроме того, не допускалось нанесения на поверхность ножа каких-либо посторонних знаков.

## Фирмы-изготовители
Немецкая фирма RZ Solingen.

## Маркировка

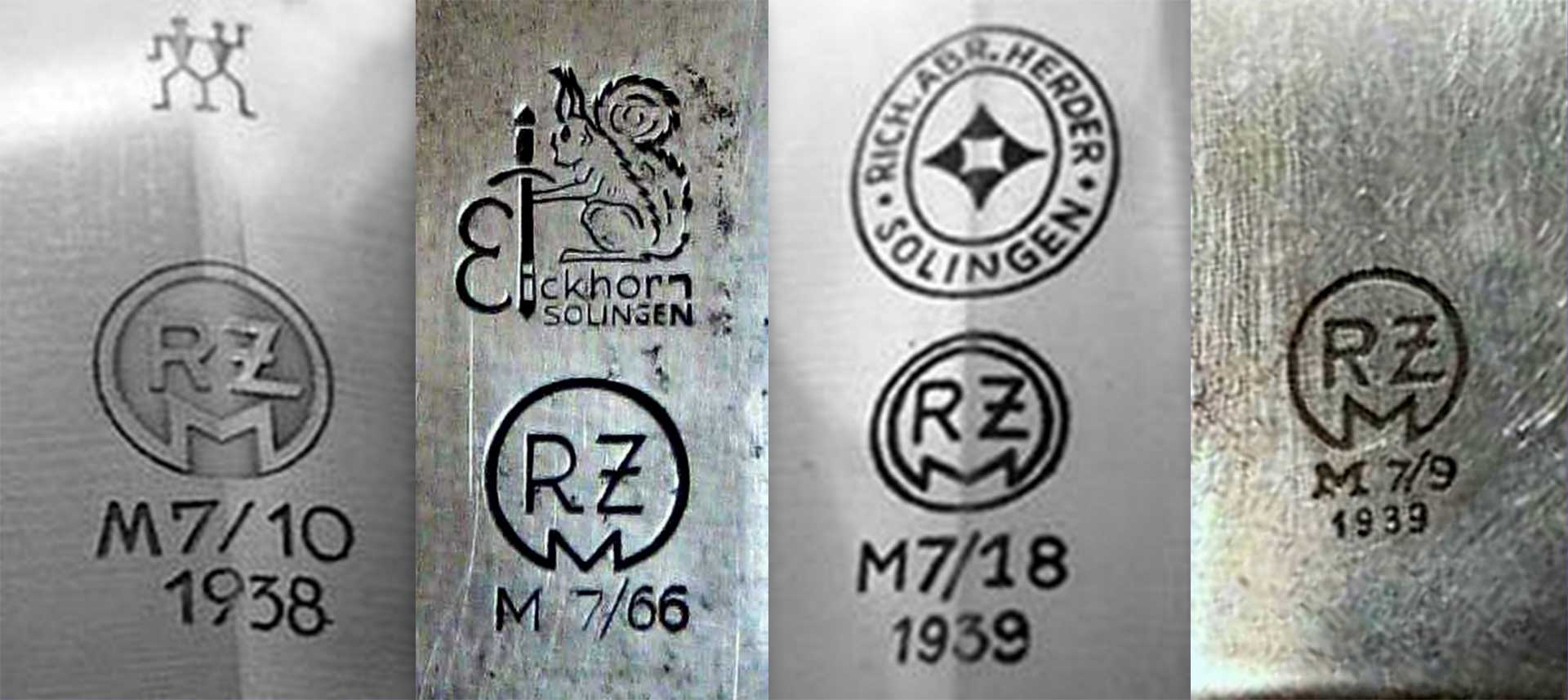
Образцы маркировки холодного оружия ведомством RZM (слева направо):
1,3 — кинжалы; 2,4 — ножи гитлерюгенда

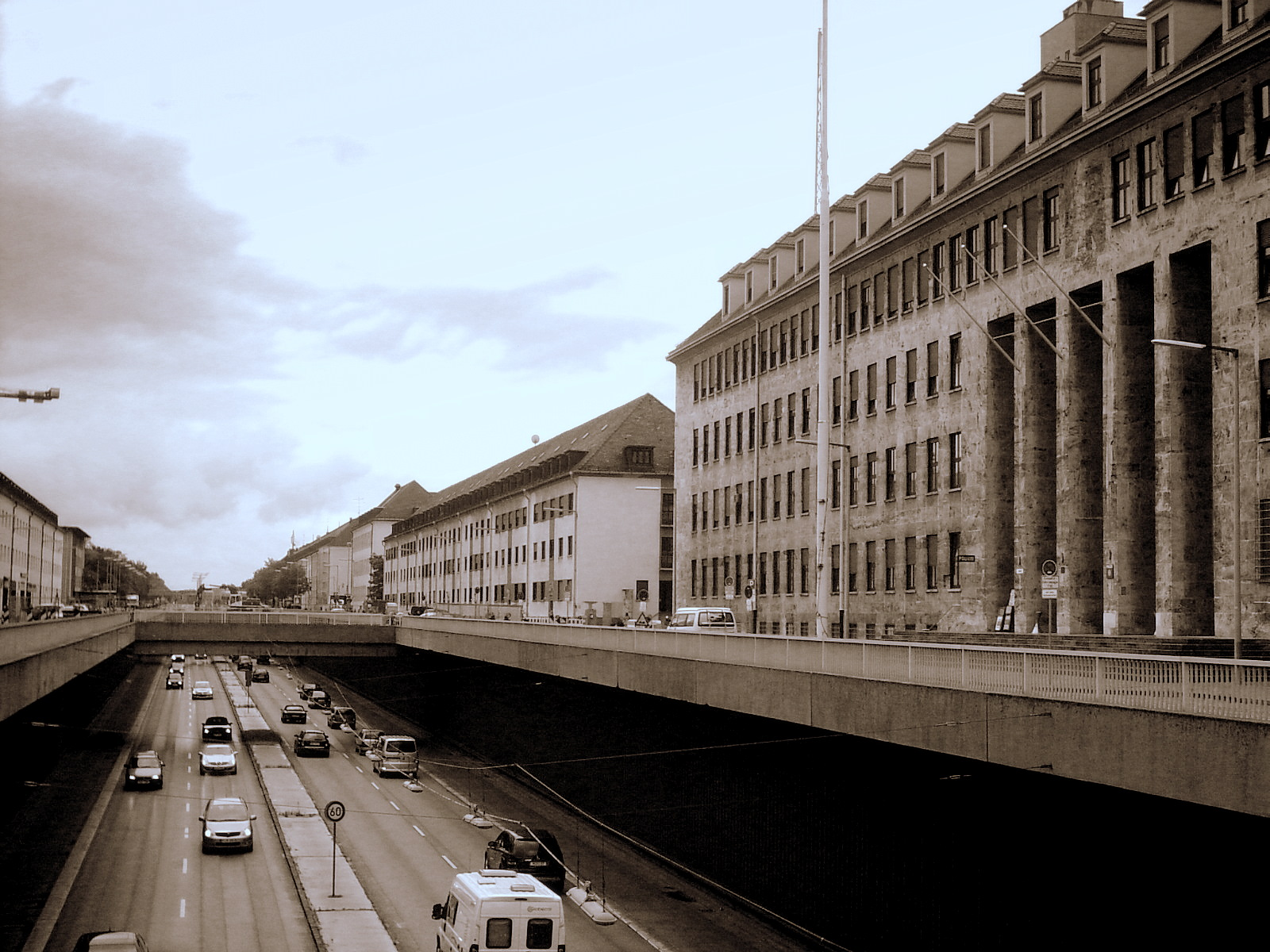
Бывшее здание ведомства RZM в Мюнхене

Как правило, на передней стороне рукояти ножа наносилась эмблема свастики, на клинке ставилось клеймо RZM (Reichszeugmasterei der NSDAP) (Имперское контрольное ведомство НСДАП) с местонахождением в Мюнхене, отвечавшее за качество поставок видов обмундирования, его элементов и других видов экипировки структурных подразделений НСДАП, а также код фирмы-изготовителя.
Примеры маркировки ножей:
- RZM M7/9[9]

Категория: M7 — изделие из металла 

Номер 9: фирма-изготовитель SMF — Solingen Metallwaffenfabrik (Оружейный завод в Золинге) 

1939 — год изготовления
- RZM M7/66[9]

Категория: М7 — изделие из металла 

Номер 66: фирма-изготовитель Eickhorn, Solingen — «Эйкхорн», Золинген

## Послевоенная история
С окончанием Второй мировой войны фирмы-изготовители, используя прежнее заводское оборудование, стали изготовлять ножи для членов возрождённого движения скаутов. При этом с клинков ножей, выпущенных уже в большом количестве, был удалён девиз гитлерюгенда, клинок и рукоять стали делать воронёными, а нацистская символика на рукояти была заменена цветком геральдической лилии (трилистника) — международной скаутской эмблемой, изображавшейся много ранее на картах мореходов и чью форму повторяли наконечники стрел и копий воинов в древности, то есть смелых, мужественных и отважных людей.
В дальнейшем нож гитлерюгенда, прежде всего его клинок и ножны, послужили прототипом при разработке ранней формы полевого ножа Бундесвера.
В настоящее время нож гитлерюгенда стал предметом собирательства многочисленных коллекционеров и антикваров военного и наградного оружия.
В современной Германии запрещено ношение при себе любых ножей, которые могут быть использованы как оружие, — в том числе ножа Гитлерюгенда.

## Комментарии
1. ↑  В организации гитлерюгенд командир подразделения «гефольксшафт» (Gefolgsschaft)численностью в около 250 подростков, сведённых в 2-4, большей частью в 3, нижестоящие подразделения «шар» (Schar). Звание: гефольксшафтсфюрер. Должностной шнур: зелёно-белый. Особые отличия: три звёздочки на погоне.
2. ↑  По сведениям Государственного архива Гамбурга и Федерального статистического ведомства Германии, перерасчёт (покупательная способность) с учётом ежегодной инфляции по состоянию на 2000 г. составляет:
— 1 рейхсмарка (1924—1936) = 3,32 евро, на сегодняшний день — 3,95 евро;
— 1 рейхсмарка (1937—1938) = 3,58 евро, на сегодняшний день — 4,26 евро.
3. ↑  Клич «Кровь и честь» являлся между 1926 и 1945 гг. девизом и формой приветствия юношеской организации НСДАП «гитлерюгенд». Оно получило распространение уже во времена Веймарской республики. 

Понятие «Кровь и честь» занимало центральное место в национал-социалистической идеологии: кровь и честь немцев имели наивысшее значение для существования Третьего рейха и подлежали соответственно защите и охране со стороны нацистского государства.

Известно, что слова к появившейся в 1933 году песне гитлерюгенда «Кровь и честь» написал Бальдур фон Ширах.
 На лозунге «Кровь и честь» базировались Нюрнбергские расовые законы 1935 года, официально называвшиеся Законом «О защите германской крови и германской чести».
4. ↑  Reichszeugmasterei der NSDAP (Имперское контрольное ведомство НСДАП), или сокращённо RZM, — это первый и в дальнейшем верховный контрольный орган, отвечавший за качество поставляемых материалов и производимой продукции для формирований и организаций НСДАП.
 Фирмы, желавшие поставлять продукцию НСДАП, обязаны были получить лицензию ведомства RZM с присвоением порядкового номерного кода, которым маркировались производимые фирмами изделия. При этом качество продукции строго контролировалось ведомством RZM.
 В случае, если продукция той или иной фирмы переставала отвечать требованиям качества, номер-код RZM отзывался, и НСДАП получала право самостоятельно производить данные изделия.